# Krpeljina
Krpeljina ili Oršjak je nenaseljeni otočić u Kornatskom kanalu, između otoka Kornat i Kasela. Nazivaju ga još i Caparinjako po pticama sličnim lastavicama koje na otoku žive u velikom broju.
Njegova površina iznosi 0,015 km². Dužina obalne crte iznosi 0,57 km. Visok je 19 metara.